# Zdeněk Stránský (herec)

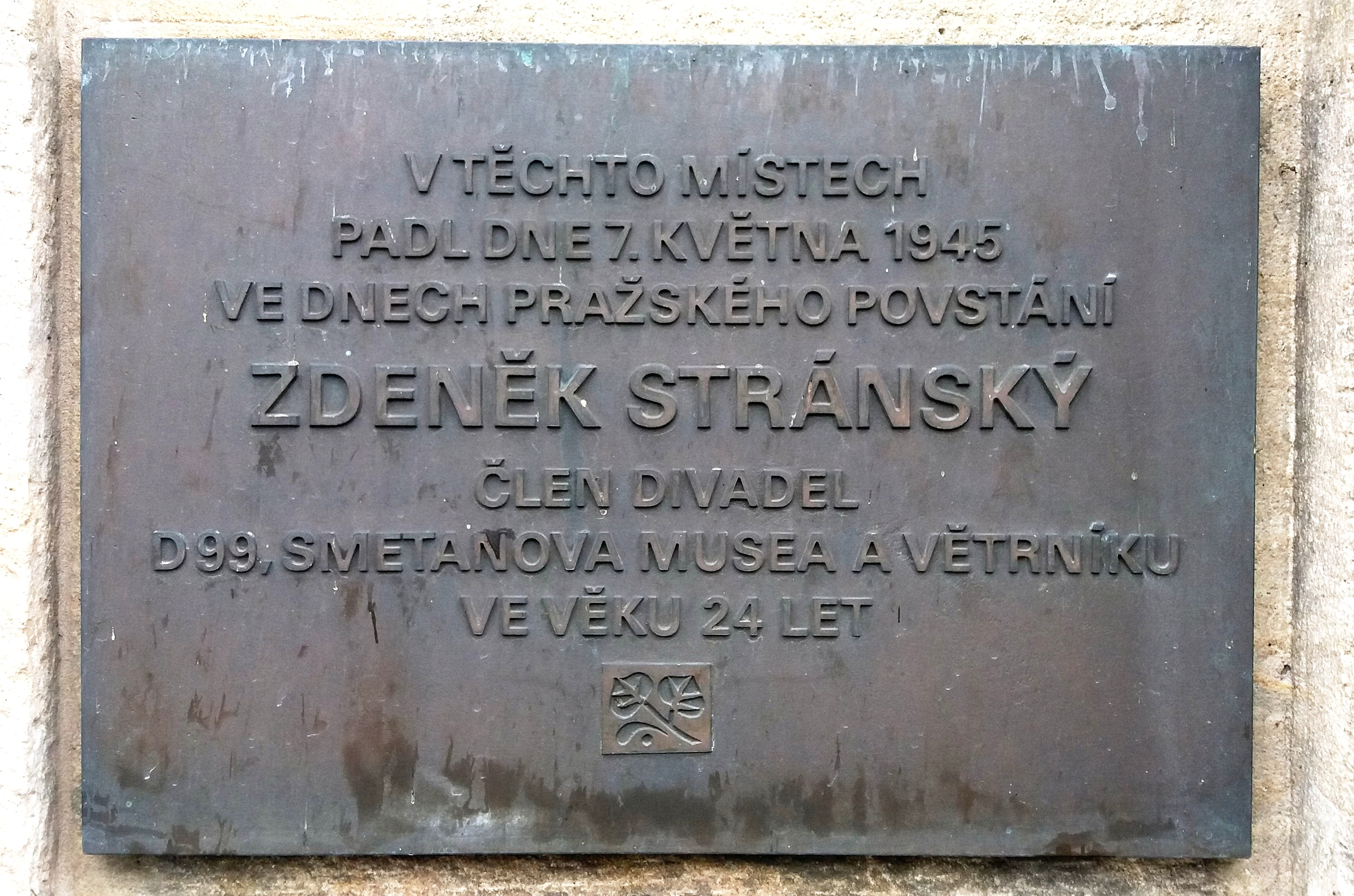
Pamětní deska věnovaná památce Zdeňka Stránského, umístěná na balkóně západní strany historické budovy Národního divadla v Praze.

Zdeněk Stránský (15. ledna 1921 – 7. května 1945, Praha) byl český herec.

## Život
Byl synem zástupce ředitele Národního divadla v Praze JUDr. Rudolfa Stránského . V roce 1940 absolvoval reálné gymnázium v Křemencově ulici. Jako oktaván začal režírovat, byl spoluautorem divadelních her pro ochotníky ze Sokola Dejvice, se kterými také hrál. Později psal i divadelní kritiky .
Patřil k mladé herecké generaci a za války hrál na malých pražských scénách, hlásících se k odkazu avantgardního meziválečného divadla. Působil od roku 1940 v Honzlově Divadélku pro 99 (v Topičově salónu na Národní třídě), později v Divadélku ve Smetanově muzeu (podzim 1941 – konec roku 1943) založeném a vedeném režisérem Antonínem Dvořákem a nakonec v divadle Větrník Josefa Šmídy, kde působila např. i Stella Zázvorková, Vlastimil Brodský, Zdeněk Řehoř, Václav Lohniský a Zdeněk Dítě. Ve Větrníku kromě hraní byl jednu dobu spolu se Zdeňkem Řehořem i administrativním vedoucím souboru. Režiséra Šmídu seznámil v roce 1943 s Jiřím Brdečkou.
Spolu s Antonínem Dvořákem a dalšími divadelníky pracoval za války v levicovém ilegálním hnutí.
Byl zastřelen nacisty na balkóně Národního divadla v Praze v době květnové revoluce, kdy držel hlídku společně s dalšími pracovníky a členy Národního divadla. Německý ostřelovač jej zasáhl zřejmě ze Žofína. Spolu s ním byl těžce raněn také člen orchestru ND Ladislav Kabeš ; .
Po válce připravil Jindřich Honzl ve svém Studiu Národního divadla na památku Z. Stránského jevištní pásmo „Ty, který tu zpíváš nyní...“, uvedené 7. května 1946. K představení byla jako zvláštní tisk vydána knížečka Památník padlého herce se studií Josefa Trägera o Z. Stránském a vzpomínkou jeho přítele Stanislava Pošusty.
Byl pochován na hřbitově u Sv.Matěje v Šárce v Praze. Pamětní deska Z. Stránskému byla odhalena dne 30. září 1945 . Nachází se na I. balkóně (na západní straně budovy) Národního divadla v Praze (Národní třída 223/2). Jedná se o kopii umístěnou zde po rekonstrukci divadla v letech 1977–1983. Originál desky je uložen v Archivu Národního divadla.

## Citát
| „                | Z mladičkých herců těchto divadélek připomenu aspoň Antonii Hegerlíkovou,...a zejména Zdeňka Stránského, toho mimořádně nadaného umělce, znamenitého, obětavého organizátora a skvělého člověka, který padl 7. května 1945 v Pražském povstání na balkóně Národního divadla, kde měl právě hlídku. | “ |
| — Ladislav Boháč | |   |

## Divadelní role, výběr
- 1940 J. Honzl: Román lásky a cti, Vypravěč, D pro 99, režie Jindřich Honzl
- 1941 J. Honzl: České písně kramářské, Zpěvák/Sedlák, D pro 99, režie Jindřich Honzl
- 1942 V. K. Klicpera: Hadrián z Římsů, Želmír, Divadélko ve Smetanově muzeu, režie Antonín Dvořák
- 1942 J. N. Nestroy: Enšpígl, titul. role, Divadélko ve Smetanově muzeu, režie Antonín Dvořák
- 1943 Johann Wolfgang von Goethe: Urfaust, Mefisto, Divadélko ve Smetanově muzeu, režie Antonín Dvořák
- 1944 Jiří Brdečka: Limonádový Joe, falešný hráč, divadlo Větrník, režie Josef Šmída
- 1944 František Němec, J.Šmída: II. sentimentální romance, Rudýnek Čuc, Větrník, režie Josef Šmída

## Filmografie, výběr
- 1944 Tři sestry, režie Walter Sent

## Divadelníci o Zdeňku Stránském
Jiří Brdečka
- Stránský je pro mne nezapomenutelný v poeticky stylizované roli karbaníka Horáce, zvaného Hogo Fogo. Stránský, to byl slibný talent, nadaný jedinečnou pohybovou kulturou, v pravém slova smyslu herec-mim. Zabila jej zbloudilá kulka, snad hned v prvém dnu pražského povstání, prý na terase Národního divadla.[10]